# Grammy al millor àlbum de blues contemporani
El premi Grammy al millor àlbum de blues contemporani és un guardó presentat en els Premis Grammy, una cerimònia que va ser establida en el 1958 i en el seus orígens s'anomenava Premis Gramòfon, per als artistes de gravació que han realitzat àlbums en el gènere musical del blues contemporani.
El premi es va iniciar en el 1988 amb el nom de Grammy a la millor interpretació de blues contemporani fins al 1992, tot i que en el 1989 es va anomenar Grammy a la millor cançó de blues contemporani. Des del 1992 al 2011 es va anomenar com en l'actualitat, moment a partir del qual el premi va desaparèixer.
En el 2017 es va reprendre el guardó amb el nom de Grammy al millor àlbum de blues contemporani fins a dia d'avui.

## Guardonats

### Dècada del 2020
| Edició | Imatge | Guanyador(s)/ Guanyadora(es) | Obra      | Nominat(s)/ Nominada(es) | Ref   |
| ------ | ------ | ---------------------------- | --------- | ------------------------ | ----- |
| 62     |        | Gary Clark Jr.               | This Land |                          | [ 2 ] |